# Psoralea affinis
Psoralea affinis, biljna vrsta izh porodice mahunarfki. to je grm ili drvo iz roda Psoralea, endem iz južnoafričkih provincija Western Cape i Eastern Cape.

## Prijetnje
Dijelovi staništa ove vrste izgubljeni su zbog šumskih plantaža u prošlosti, ali plantaže se više ne šire i ova prijetnja je prestala. Subpopulacije u blizini plantaža ugrožene su širenjem stranih invazivnih biljaka.

## Sinonimi
- Psoralea krebsii Vogel ex Walp.; Linnaea 13: 512 (1840)
- Psoralea pinnata var. glabriuscula Eckl. & Zeyh.; Enum. Pl. Afric. Austral.: 224 (1836)
- Psoralea pinnata var. subglabra Harv.; Harv. et al. (eds.), Fl. Cap. 2: 144 (1862)